# Dragonfly (comics)
Pour les articles homonymes, voir Dragonfly.
Dragonfly (la Libellule) est une super-vilaine appartenant à l'univers de Marvel Comics. Elle est apparue pour la première fois dans Uncanny X-Men vol.1 #94.

## Origine
Dragonfly fut à la base un membre de la seconde équipe des Ani-Men, travaillant pour le Comte Néfaria. Le groupe affronta les X-Men.
Elle fut plus tard enlevée par l'Étranger sur son monde-laboratoire. L'Overmind la força à combattre Quasar.
Après son retour sur terre, elle commença à muter, à la suite des expériences de l'Etranger. Mais l'Homme-Fourmi l'aida à retrouver une apparence normale.
Elle rejoint ensuite les Fémizones de Supéria, avec lesquelles elle affronta Captain America et le Paladin.
Plus tard, on la revit au sein des Maîtres du Mal, qui affrontèrent les Thunderbolts.
Elle a depuis disparu et ses activités sont inconnues.

## Pouvoirs
- Soumise à des expériences par un puissant alien, Dragonfly possède des ailes insectoïdes lui permettant de voler, une peau chitineuse rougeâtre, et des antennes.